# Lijst van schepen van de United States Navy (E)
Deze lijst geeft een overzicht van schepen die ooit in dienst zijn geweest bij de United States Navy waarvan de naam begint met een E.

## E
- USS E-1 (SS-24)
- USS E-2 (SS-25)
- USS E. A. Poe (IX-103)
- USS E. B. Hale
- USS E. Benson Dennis (SP-791)
- USS Eager (AM-224)
- USS Eagle (1798, 1812, 1814, 1898, AM-132)
- Eagle class patrol craft (USS Eagle No. 1 (PE-1) – USS Eagle No. 60 (PE-60))
- USS Eaglet (SP-909)
- USS Eagre
- USS Earheart (APD-113)
- USS Earl K. Olsen (DE-765)
- USS Earl V. Johnson (DE-702)
- USS Earle (DD-635/DMS-42)
- USS Earle B. Hall (DE-597/APD-107)
- USS Earnest
- USS East Boston
- USS East Hampton (SP-573)
- USS Eastern Chief (SP-3390)
- USS Eastern Light (SP-3538)
- USS Eastern Queen (SP-3406)
- USS Eastern Shore (SP-3500)
- USS Easterner (SP-3331)
- USS Eastland (APA-163)
- USS Eastport (ID-3342,)
- USS Eaton (DD-510)
- USS Eberle (DD-430)
- USS Ebert (DE-74, DE-768)
- USS Ebony (AN-15)
- USS Echo (IX-95)
- USS Echols
- USS Eclipse (SP-417)

## Ed
- USS Edamena II
- USS Eddelyn
- USS Edenshaw
- USS Edenton (AK-3696, SP-3696, PC-1077, ATS-1)
- USS Edgar F. Coney
- USS Edgar F. Luckenbach (SP-4697)
- USS Edgar G. Chase (DE-16)
- USS Edgecombe (SP-3894,)
- USS Edison (DD-439)
- USS Edisto (AG-89, AGB-2)
- USS Edith (SP-3469,)
- USS Edith M. III (SP-196)
- USS Edithena (SP-624)
- USS Edithia (SP-214/YP-214)
- USS Edmonds (DE-406)
- USS Edorea (SP-549)
- USS Edsall (DD-219, DE-129)
- USS Edson (DD-946)
- USS Edward C. Daly (DE-17)
- USS Edward H. Allen (DE-531)
- USS Edward J. McKeever Jr. (SP-684)
- USS Edward L. Dohney III (SP-3835)
- USS Edward Luckenbach (SP-1662)
- USS Edward McDonnell (FF-1043)
- USS Edward Rutledge (AP-52)
- USS Edwards (DD-265, DD-619)
- USS Edwin A. Howard (DE-346)
- USS Edwin L. Pilsbury (SP-964)
- USS Eel (SS-354)
- USS Efco
- USS Effective (AM-92/PC-1596, AGOS-21)
- USS Effingham (1777, APA-165)
- USS Egeria (ARL-8)
- USS Egret (AMc-24,)
- USS Eichenberger (DE-202)
- USS Eider (AM-17)
- USS Eisele (DE-34, DE-75)
- USS Eisner (DE-192)
- USS Ekins (DE-87)

## El
- USS El Cano (IX-79)
- USS El Capitan (SP-1407)
- USS El Occidente (ID-3307)
- USS El Oriente (SP-4504)
- USS El Paso (PF-41, LKA-117)
- USS El Sol (SP-4505)
- USS Elba (AKL-3, AG-132)
- USS Elcano (PG-38)
- USS Elcasco (ID-3661)
- USS Elden (DE-264)
- USS Elder (AN-20)
- USS Eldorado (LCC-11)
- USS Eldridge (DE-173)
- USS Eleanor
- USS Electra (AK-21)
- USS Electron (AKS-27, AG-146)
- USS Elf
- USS Elfin
- USS Elfrida
- USS Elinor (SP-2465)
- USNS Elisha Kent Kane (AGS-27)
- USS Elithro II
- USS Eliza Hayward (SP-1414)
- USS Elizabeth (SP-972, SP-1092)
- USS Elizabeth C. Stanton (AP-69)
- USS Elizabeth M. Froelich
- USS Elk
- USS Elkhart
- USS Elkhorn (AOG-7)
- USS Ella
- USS Ellen (SP-284, SP-1209)
- USS Ellen Browning
- USS Ellet (DD-398)
- USS Ellington
- USS Elliot (DD-146, DD-967)
- USS Ellis (1862, DD-154/AG-115)
- USS Ellyson (DD-454)
- USS Elmasada
- USS Elmer Montgomery (FF-1082)
- USS Elmore (AP-87)
- USS Elokomin (AO-55)
- USS Elrod (FFG-55)
- USS Elsie III (SP-708)
- USS Eltanin (AGOR-8, AK-270)
- USS Elusive (AM-225)
- USS Ely (PCE-880)
- USS Embattle (AM-226, MSO-434)
- USS Embroil (AM-227)
- USS Emeline
- USS Emerald (1864, 1917, PYc-1)
- USS Emery (DE-28)
- USS Emily B
- USS Emma
- USS Emma Kate Ross
- USS Emmigrant
- USS Emmons (DD-457)
- USS Emory S. Land (AS-39)
- SS Empire State (AP-1001)
- USS Emporia (PF-28)
- USS Empress (SP-569)

## En
- USS Enaj
- USS Enceladus (AK-80)
- USS Endicott (DD-495)
- USS Endion
- USS Endurance (AMc-77, ARDM-3, MSO-435)
- USS Endymion (ARL-9)
- USS Energy (AMc-78, MSO-436)
- USS Engage (PC-1597/AM-93, MSO-433)
- USS Engineer
- USS England (DE-635, CG-22)
- USS English (DD-696)
- USS Engstrom (DE-50)
- USS Enhance (AM-228, MSO-437)
- USS Eniwetok (CVE-125)
- USS Enoree (AO-69)
- USS Enquirer
- USS Enright (DE-216/APD-66)
- USS Ensenore
- USS Ensign
- USS Entemedor (SS-340)
- USS Enterprise (1775, 1776, 1799, 1831, 1874, AK-5059, SP-790, CV-6, CVN-65)

## Eo
- USS Eolus (1864, 1869)
- USS Epanow
- USS Epervier (1814)
- USS Epperson (DD-719)
- USS Epping Forest (APM-4, MCS-7)
- USS Epsilon
- USS Equality State (ACS-8)
- USS Equity (AM-229)
- USS Erben (DD-631)
- USS Erebus (1869)
- USS Ericsson (TB-2, DD-56, DD-440)
- USS Eridanus (AK-92)
- USS Erie (1813, PG-50)
- USS Ernest G. Small
- USS Errol (AKL-4, AG-133)
- USS Escalante (AO-70)
- USS Escambia (AO-80)
- USCGC Escanaba
- USS Escape (ARS-6)
- USS Escatawpa (AOG-27)
- USS Escolar (SS-294)
- USS Espada (SS-355)
- USS Esselen
- USS Essex (1799, 1856, 1876, CV-9, LHD-2)
- USS Essex Junior
- USS Essington (DE-67)
- USS Esteem (AM-230, MSO-438)
- USS Estella (SP-537)
- USS Estero (AKL-5, AG-134,)
- USS Estes (LCC-12)
- USS Estocin (FFG-15)
- USS Estrella

## Et
- USS Etamin (AK-93)
- USS Etawina
- USS Eten
- USS Ethan Allen (1861, SSBN-608)
- USS Etlah (1864, AN-79)
- USS Etna
- USS Etta M. Burns (SP-542)
- USS Eucalyptus (AN-16)
- USS Eugene (PF-40)
- USS Eugene A. Greene (DD-711)
- USS Eugene E. Elmore (DE-686)
- USS Eugene F. Price (SP-839)
- USS Eugenie
- USS Euhaw (IX-85)
- USS Eunice (PCE-846)
- USS Euphemia
- USS Eurana (SP-1594)
- USS Eureka (PC-488/IX-221,)
- USS Europa (AK-81, AP-177)
- USS Euryale (AS-22)
- USS Eutaw
- USS Evans (DD-78, DD-552, DE-1023)
- USS Evansville (PF-70,)
- USS Evarts (DE-5)
- USS Evea
- USS Evelyn (ID-2228/AK-100)
- USS Event (AM-231)
- USS Everett (PF-8)
- USS Everett F. Larson (DD-830)
- USS Everglades (AD-24)
- USS Eversole (DE-404, DD-789)
- USS Excel (AM-94, MSO-439)
- USS Exchange
- USS Execute (AM-232)
- USS Experiment (1799, 1832)
- USS Exploit (PC-1599/AM-95, MSO-440)
- USS Explorer
- USS Express No. 4
- USS Extractor (ARS-15)
- USS Extricate (ARS-16)
- USS Exultant (AMc-79, MSO-441)

A · B · C · D · E · F · G · H · I · J · K · L · M · N · O · P · Q · R · S · T · U · V · W · X · Y · Z